# اسماعیل قندوس
اسماعیل قندوس (انگلیسی: Ismaël Kandouss؛ زادهٔ ۱۲ نوامبر ۱۹۹۷) بازیکن فوتبال است.
وی همچنین در تیم ملی فوتبال زیر ۲۳ سال مراکش بازی کرده‌است.